# 볼보 S90
볼보 S90(Volvo S90)은 스웨덴의 자동차 브랜드인 볼보의 전륜구동 또는 4륜구동 기반의 준대형 세단이다.

## 1세대
1996년에 900시리즈의 후속 차종으로 출시되어 V90이라는 왜건 모델도 있었다. 하지만 불과후 2년만인 1998년에 S80와 V70의 출시로 단종되었다.

## 2세대
2016년에 북미 국제 모터쇼에서 공개되어 볼보 S80을 대체한다. 볼보 세단 모델 최초로 SPA 플랫폼 아키텍처를 적용하였다. 대한민국에는 2016년 9월에 출시되었다. 엔진은 볼보에서 새로 개발한 Drive-E 파워트레인 모듈 엔진은 가솔린 엔진과 디젤 엔진에 둘 다 사용된다. 하이브리드 엔진은(T8) 슈퍼차저 & 터보차저 + 전기모터를 합쳐 400마력을 내고 최대토크 65.3kg.m를 낸다. 가솔린 엔진은 트윈차져(폭스바겐같이 수퍼차저와 터보차저를 서로 합친 것)로 구성된다. 모든 볼보 신형 엔진은 4기통 2리터 엔진으로 통합되었다. 국내에 수입되는 모델은 D5 2.0 235마력 T6 2.0 320마력이다. 이후 T8 플러그인 하이브리드를 기반으로 길이를 더 늘리고, 뒷좌석에 독립 리클라이닝 시트, 간이 테이블, 냉장고, 유리컵 등의 고급 버전인 엑설런스가 출시되었다. 원래 스웨덴에서 생산하다 이후 중국 다칭에서 생산한다. 2020년에 페이스리프트를 거쳐 마일드 하이브리드가 추가되었다. 한국에서는 페이스리프트부터 일반 내연기관 가솔린 디젤을 들여오지 않고 마일드 하이브리드와 플러그인 하이브리드만 들여오며, 길이가 엑설런스와 같은 크기로 커졌다. 2,500여대의 사전계약을 달성했다.

## 경쟁 차량
- 메르세데스-벤츠 - 메르세데스-벤츠 E 클래스
- BMW - BMW 5 시리즈
- 아우디 - 아우디 A6
- 제네시스 - 제네시스 G80
- 기아 - 기아 K9
- 재규어 - 재규어 XF
- 렉서스 - 렉서스 GS, 렉서스 ES
- 캐딜락 - 캐딜락 CTS
- 인피니티 - 인피니티 Q70
- 링컨 - 링컨 MKZ